# Перемиль
Пере́миль — село в Україні, у Берестечківській громаді Луцького району Волинської області. Давнє— літописне місто, вперше згадується в Іпатіївському літописі ще 1097 року.

## Географія
Розташований на лівому березі р. Стиру, за 31 км від залізничної станції Горохів і за 40 км від районного центру.
Селом тече струмок Білий Луг і впадає у річку Стир.

## Природа
Біля села знаходиться Перемильський гідрологічний заказник, площа якого займає 761 га. Заплава річки Стир у межах Горохівського району Волинської області під номером 191 включена в український список об’єктів Смарагдової мережі Європи. На території заказника наявні рідкісні оселища, включені до Резолюції 4 Бернської конвенції, які Україна охороняє, виконуючи зобов’язання при підписанні зазначеної конвенції та Угоди про асоціацію України та ЄС, що передбачає заходи з охорони територій, віднесених до Смарагдової мережі Європи.

## Археологічні знахідки
Історичне минуле Перемиля привертало і привертає увагу археологів та істориків. Ще наприкінці XIX століття в районі села на березі Стиру було виявлено округле городище розміром 215 сажнів по колу і 5 курганів. У радянський час тут проведено археологічні розвідки, під час яких виявлено численний речовий матеріал періоду Київської Русі, у тому числі кам'яні ливарні формочки і шаблони для виготовлення прикрас із бронзи, срібла і золота, що свідчить про високий рівень ювелірного ремесла в той час. За часів Київської Русі Перемиль був значним торговельним центром.

## Історія
Перемиль — одне з найдревніших сіл не лише Волині, а й усієї України. Колись воно було містом, навіть столицею удільного Перемильського князівства, яке вперше згадується в Іпатіївському літописі ще 1097 року. Після осліплення теребовльського князя Василька Ростиславича, володимир-волинський князь Давид Ігорович направив до нього посланців просити про мир, обіцяючи йому за це «город… Всеволож или Ополь, или Перемиль». Але, як видно з інших документів, князь Василько від цього відмовився.
Протягом XI і першої половини XII століття район Перемиля не раз ставав об'єктом князівських міжусобиць. Так, під час війни між волинським князем Романом Мстиславичем і його тестем, київським князем Рюриком Ростиславичем у 1196 році союзники Рюрика — Володимир і Мстислав — спалили «волость Романову біля Перемиля». В 1226 році війська угорського короля Андрія в ході боротьби проти Мстислава Мстиславича вторглися в цей район, захопили кілька міст і спалили їх.
Великим і далекознаними під час Київської Русі був Перемиль. Величне місто-фортеця, центр удільного князівства 1241 року, Перемиль вперше зазнав розорення і спалення від рук монголо-татар. Потім місто хоч і піднялося з руїн, та минулої величі вже не здобуло.
Село лежало на шляху, яким татаро-монгольські орди просувалися під час походів на Угорщину і Польщу. Так, у 1286 році татарський хан Телебуга з своїм військом пройшов «понад Кременцем до Перемиля і тут зустрів його Володимир з напоями і дарами на Липі», руські князі часто намагалися умилостивити ханів і не допустити розорення своїх земель. Але це їм не завжди вдавалося.
Любарт-Дмитро — князь Луцький, Володимирський — 1382 року після смерті короля Людвика І викупив в угорських старост, зокрема, Перемиль.
1420 року великий литовський князь Вітовт надав Перемилю магдебурзьке право. Згідно з жалуваною грамотою Вітовта в Перемилі встановлювалося самоврядування, якому надавалось право обкладати населення податком у розмірі одної десятої від збору врожаю і промислів. Крім того, перемильські міщани повинні були платити «шостий динарій» від майна. В казну йшов «кожний третій динарій від штрафів». Третій динарій також платили від торгівлі м'ясом, борошном, взуттям.
Наприкінці XV століття місто належало князю Ф. Четвертинському. В 1511 році князі Федір та Іван Вишневецькі стали власниками (або державцями) міста.
У Перемилі був замок князя Івана Вишневецького, де 1549 року князь Іван з дружиною та родиною був взятий в полон і відправлений в ясир. У православному монастирі Вишневецьким надавалось право «мати ігумена від своєї руки». Король зобов'язав їх також побудувати католицький костьол. Таким чином, магдебурзьке право не врятувало місто від феодальної залежності.
Перемиль і далі залишався укріпленим пунктом на південному сході Волині. В середині XVI століття тут було укріплено вежі і вали, а також проведено ряд інших заходів, що мало велике значення для оборони від нападів.
Перемильський маєток у той час являв собою типове феодальне господарство, у якому перепліталися риси міського і сільського життя. Це видно з регламентації категорій населення і угідь, що ми її знаходимо в документах того часу. Так, у 1569 році князь Лев Сангушко-Коширський у запису про передачу Перемильського маєтку в оренду Ю. Абрамовичу за 6 тис. польських злотих вказує, що оренді підлягало містечко «з міщанами, боярами, людьми, подвірниками, підсусідками, городниками, з ставами, млинами, лісами, дібровами, заростями, сіножатями і усім ґрунтом». Орендарі мінялися часто. За кожним з них зберігалося право передачі в суборенду. Так, після смерті Ю. Абрамовича його спадкоємиця Р. Якубівка уже в 1670 році передала місто Я. Пілецькому.
До кінця XVIII століття містечко переходило від одного до іншого феодала. Так, у XVIII столітті ним володіли Лещинський (батько короля Станіслава Лещинського), потім Скшинські, Петрушевські та інші.
Приєднання Західної Волині до Росії в результаті третього поділу Польщі в 1795 році призвело до певного пом'якшення національно-релігійного гніту. Але феодально-кріпосницький гніт в умовах кризи системи поміщицького землеволодіння наприкінці XVIII століття не тільки не послабився, а навіть посилився.
У 1861 році в Росії було скасовано кріпосне право. В Перемилі за 10-ю ревізією 1858 року налічувалось 56 тяглих і 3 піші двори і 179 ревізьких душ. Згідно з уставною грамотою, укладеною 25 лютого 1861 року, 56 тяглих дворів одержали по 7 десятин орної землі і близько 2 десятин сіножатей, піші двори — більше як по З десятини орної і по одній десятині сіножатей. Як тяглі, так і піші селяни одержали також присадибні ділянки. На землю були складені викупні платежі. Протягом 49 років селяни мали виплатити 13,6 тис. крб. Але через високі проценти за позику (821 крб. щороку)1, ця сума майже потроювалась. Краща земля залишилася в руках поміщиків, а селянам наділили гіршу. Селяни одержали також гірші сіножаті, тоді як поміщик закріпив за собою найбільш продуктивні, суходільні ділянки.
У 1880 році в селі відкрили церковнопарафіяльну школу.
Улітку 1905 року вони відмовилися працювати в маєтку, вимагаючи підвищення заробітної плати. Поміщик був змушений піти на поступки і підвищити плату за кожну копу накошеного і складеного хліба до 10 копійок.
У 1906 році село Берестецької волості Дубенського повіту Волинської губернії. Відстань від повітового міста 60 верст, від волості 5. Дворів 110, мешканців 755.
Перша світова війна призвела до занепаду економіки Перемиля. Розташований поблизу кордону, він з самого початку відчув лихоліття. Якщо для сіл, що знаходились у глибокому тилу, великим ударом була загальна мобілізація чоловіків, то в прифронтовому селі, крім цього, великим тягарем лягли на плечі населення солдатські постої, реквізиції, бомбардування тощо. В 1915 році австро-німецькі війська захопили частину Волині. На початку червня 1916 року російська армія під командуванням Брусилова прорвала фронт і повернула значну частину цих територій, у тому числі й південну Волинь, де розташований Перемиль. Під час боїв значна частина Перемиля була зруйнована. Більшість населення лишилась без худоби, без хліба, без засобів до існування.
За Ризьким мирним договором 1921 року Волинь ввійшла до складу Польщі.
У 1926—1927 рр. тут збудували невелику школу, але, незважаючи на те, що більшість населення становили українці, навчання в ній проводилось польською мовою.
19 вересня 1939 року село захопила Червона Армія.
23 червня 1941 року село окупували німці. 3 квітня 1944 року частини 112-ї стрілецької і 6-ї гвардійської дивізій 13-ї армії, якою командував генерал Пухов, зайшли в Перемиль.
У 1946 році Перемилю було-підпорядковано понад 20 хуторів
До кінця 1950 року в Перемилі було споруджено понад 70 нових житлових будинків, сільмаг та багато господарських приміщень.
В 1948 році у Перемилі налічувалося 248 селянських господарств. За селом було закріплено 1723 га земельних угідь, у тому числі орної землі — 981 га, сіножатей — 311, лісу — 242, випасів — 40 га.
12 червня 2020 року, відповідно до розпорядження Кабінету Міністрів України № 708-р «Про визначення адміністративних центрів та затвердження територій територіальних громад Волинської області», село увійшло у склад Берестечківської міської громади.

## Сучасність
У селі заснували приватну ферму «Солодон», на якій вирощують равликів — високобілковий, дієтичний продукт, який за кордоном користується великим попитом.

## Населення
Згідно з переписом УРСР 1989 року чисельність наявного населення села становила 1003 особи, з яких 481 чоловік та 522 жінки.
За переписом населення України 2001 року в селі мешкала 1041 особа.

### Мова
Розподіл населення за рідною мовою за даними перепису 2001 року:
| Мова       | Відсоток |
| ---------- | -------- |
| українська | 99,62 %  |
| російська  | 0,38 %   |

## Особистості

### Народилися
- Флавіан (Пасічник) — єпископ Харківський і Богодухівський.